# Ткаленко, Андрей Александрович
Андре́й Алекса́ндрович Ткале́нко (30 сентября 1913, Николаев — 21 мая 1986, Ленинск) — советский военный деятель, начальник 25-го и 160-го Управлений инженерных работ, заместитель начальника 130-го Управления инженерных работ по МТО, начальник оперативной группы Научно-исследовательского испытательного полигона № 5 Министерства обороны СССР (космодрома Байконур), Заслуженный строитель Казахской ССР, полковник.

## Биография

### Ранние годы
Родился Андрей Ткаленко 30 сентября 1913 года в городе Николаеве Российской империи (ныне Украина) в семье кузнеца.
Окончив в 1926 году семь классов начальной средней школы, поступил учиться в фабрично-заводское училище.
С 1926 по 1929 годы Андрей работал учеником кузнеца в кузнечно-слесарных мастерских Николаевского металлокомбината, а с 1929 по 1933 год — мастером цеха, сначала Николаевского металлокомбината, затем Николаевской артели «Красный кузнец».
С 1933 по 1935 год трудился на должности начальника кузнечного цеха треста «Облстрой» города Николаева.
В октябре 1935 года Ткаленко был призван в ряды Рабоче-крестьянской Красной армии.
До 1938 года служил в 187-м полку войск НКВД СССР в городе Челябинске. Там он окончил полковую школу младшего начальствующего состава и вечерний годичный Комвуз.
После демобилизации с января 1938 года по январь 1939 года работал начальником административно-хозяйственного отдела челябинского завода «ЧЕГРЕС».
В 1939 году А. А. Ткаленко принял решение вернуться на родину и поступить там на военную службу. Уже в феврале он был зачислен в 198-й отряд НКВД СССР (ВОХР) города Николаева на должность помощника начальника штаба отряда, затем помощника командира отряда по хозяйственной части.

### Великая Отечественная война
В июне 1941 года началась Великая Отечественная война. В августе, при отступлении из Николаева Андрей Александрович был ранен и находился на излечении в полевом госпитале 9-й армии.
В марте 1942 года из 198-го отряда Ткаленко был направлен слушателем в Сталинградское военно-политическое училище.
В конце августа 1942 года училищу пришлось вступить в бои под Сталинградом, в связи с чем слушателям училища был оформлен досрочный выпуск.
А. А. Ткаленко был назначен на должность военного комиссара пехотного батальона 62-й армии, а также избран членом партбюро и вторым секретарем Сталинградского военно-политического училища.
В сентябре 1942 года в боях под Сталинградом, Андрей Александрович был легко ранен, а после, уже в октябре — получил тяжёлое ранение.
С октября по декабрь 1942 года Ткаленко находился на излечении в госпиталях Энгельса и Саратова, затем был эвакуирован в Свердловскую область.
После излечения был направлен в Москву в резерв Политуправления при Военно-политическом училище имени В. И. Ленина.
На третий день нахождения в резерве Андрей Ткаленко получил назначение в 70-ю армию войск НКВД СССР. В период формирования армии был направлен на армейские курсы переподготовки командиров батальонов, одновременно исполнял должность заместителя начальника курсов по строевой части (курсы располагались при 222-м армейском запасном полку 70-й армии войск НКВД СССР).
После окончания курсов военный совет армии назначил А. А. Ткаленко заместителем командира 222-го запасного полка по материально-техническому обеспечению.
В период боёв под Курском в составе действующей армии Андрей Александрович Ткаленко комплектовал и готовил пополнение боевых частей. Затем аналогичную задачу выполнял уже под Брестом.
В конце 1944 года, решением военного совета 70-й армии и Приказом Командующего 2-го Белорусского фронта, Ткаленко был назначен заместителем командира 200-й Двинской ордена Красного Знамени дивизии по тылу.
В составе дивизии он принимал активное участие в боевых действиях при освобождении Бреста и Пинска, а затем и Польши.
В этой должности он находился до окончания Великой Отечественной войны. 200-я дивизия в составе 2-го Белорусского фронта с боями дошла до реки Эльбы.
За участие в материально-техническом обеспечении ряда городов во время войны А. А. Ткаленко было объявлено девять благодарностей Верховного Главнокомандующего.

### Послевоенные годы — строительство космодрома Байконур
В июле 1945 года, уже на территории Германии, 200-я дивизия была расформирована. Она входила в состав 49-й армии, и на её базе был сформирован Горьковский военный округ.
В связи с расформированием дивизии, военный совет 49-й армии назначил Андрея Александровича начальником продовольственного отдела армии, но он не выехал из Германии со штабом армии, так как решением военного совета фронта был назначен уполномоченным по обеспечению продовольствием 35-ти тысяч военнослужащих, возвращавшихся из Германии в СССР.
Должность начальника продотдела ГВО он так и не принял, в связи с решением о расформировании данного округа, и поэтому получил должность заместителя начальника пулемётно-миномётной офицерской школы по материально-техническому обеспечению в городе Арзамасе Горьковской области.
В декабре 1945 года школа была расформирована, а на её базе сформирована высшая школа штабной службы Красной армии, где А. А. Ткаленко был назначен заместителем начальника по материально-техническому обеспечению.
За хорошую организацию питания, обеспечение слушателей, получение 1-го места в Округе по конкурсу на лучший пищеблок Ткаленко награждался Почётными грамотами и благодарностями Командующего округом.
В 1946 году в связи с расформированием школы Андрей Александрович был назначен заместителем Командира 7-й инженерно-штурмовой бригады по тылу.
В 1947 году бригаду переформировали во 7-ю инженерно-строительную и передислоцировали в Капустин-Яр Астраханской области, где он принимал
участие в строительстве 4-го Государственного центрального полигона Министерства обороны СССР. Бригада впоследствии стала именоваться 2-й Симферопольской Краснознаменной.
В 1950 году, Приказом начальника инженерных войск Советской армии Андрей Александрович Ткаленко был переведён в 25-е Управление инженерных работ на должность помощника начальника, затем начальника Управления. Штаб Управления находился в столице Азербайджанской ССР — городе Баку.
За годы службы в Управлении он неоднократно поощрялся денежными премиями и благодарностями Командующего Закавказским военным округом.
С июня 1953 по июнь 1955 года Ткаленко исполнял обязанности начальника 160-го Управления инженерно-строительных работ Дальневосточного военного округа.
В июне 1955 года Андрей Александрович был назначен заместителем начальника 130-го Управления инженерно-строительных работ (генерал-майора Г. М. Шубникова) по материально-техническому обеспечению (войсковая часть № 12253).
Именно строителям этой части было доверено строить новый ракетный полигон, ставший впоследствии Научно-исследовательским испытательным полигоном № 5 Министерства обороны СССР, известным во всём мире как космодром Байконур.
С началом строительства космодрома, под руководством Андрея Александровича, была проделана большая работа по обеспечению жильём огромного коллектива первостроителей, а также решён ряд других неотложных инженерных задач.
Когда осенью 1955 года остро встал вопрос с нехваткой строительных материалов, для строительства был использован камыш, который в огромном количестве
произрастал в долине реки Сырдарья.
Из этого камыша делали маты, которые использовали как стеновые материалы и кровельное покрытие. Из камыша, смазанного глиняным раствором, строились первые строения посёлка Заря.
По указанию А. А. Ткаленко был организован цех по производству саманных блоков из глины, камыша и навоза. Из этих блоков строили общежития, семейные бараки, производственные цеха, складские помещения. Его стараниями в начальный период строительства были обустроены временный штаб УИРа и жилые помещения на так называемой «9-й площадке».
Один из бараков, где разместился штаб, имел большой зал без каких-либо перегородок. Во втором бараке устроили общежитие, где в маленьких комнатах были установлены двухъярусные кровати. В одной из комнат жили А. А. Ткаленко с Главным инженером строительства А. Ю. Грунтманом.
Приказом Министра обороны СССР № 01283 от 27 марта 1956 года Андрею Александровичу Ткаленко было досрочно присвоено воинское звание полковник.
На протяжении всего периода строительства космодрома Ткаленко проводил огромную работу по обеспечению стройки всем необходимым. Особенно большие трудности приходилось испытывать в первое время, когда железнодорожная станция Тюра-Там не могла принять огромное количество поступающих грузов, не было складских помещений, дорог, достаточного количества автомашин, погрузочно-разгрузочной техники, чтобы организовать сортировку, перевалку, доставку материалов к месту строительства.
Постепенно работа вошла в нормальное русло, и огромный строительный коллектив, благодаря усилиям А. А. Ткаленко, не знал особых проблем со снабжением.
27 июня 1971 года полковник Андрей Александрович Ткаленко был уволен из рядов Вооружённых сил СССР в запас, по состоянию здоровья.
После увольнения из Вооружённых сил Андрей Александрович продолжил работать в родной войсковой части № 12253 как гражданский специалист. С октября 1971 года и до ухода из жизни он исполнял обязанности начальника оперативной группы Научно-исследовательского испытательного полигона № 5 Министерства обороны СССР (космодрома Байконур).
Ветеран космодрома Андрей Александрович Ткаленко скончался 21 мая 1986 года.

## Семья
- жена: Ирина Нестеровна Ткаленко (родилась 7 мая 1919 года) — являлась членом женсовета космодрома и заведующей детскими садами № 50 и № 63 города Ленинска (ныне — город Байконур). Участница Великой Отечественной войны, награждена орденом и восемью медалями.
- сын: Борис Андреевич Ткаленко — длительное время проходил офицерскую службу в частях 130-го Управления инженерных работ и принимал активное участие в строительстве стартового комплекса многоразовой транспортной космической системы «Энергия-Буран». Женат на Людмиле Георгиевне Шубниковой — дочери первого начальника строительства космодрома Байконур Г. М. Шубникова, а также друга семьи Ткаленко.

## Награды
- орден Ленина;
- орден Трудового Красного Знамени;
- два ордена Отечественной войны I степени (1943[1], 1985[2]);
- два ордена Отечественной войны II степени (1943[3], 1945[4][5]);
- орден Красной Звезды;
- медаль «За отвагу» (1942)[6];
- медаль «За боевые заслуги»;
- медаль «За оборону Сталинграда» (1943)[7];
- медаль «За трудовую доблесть»;
- медаль «За трудовое отличие»;
- медаль «В ознаменование 100-летия со дня рождения Владимира Ильича Ленина» (1970);
- медаль «За победу над Германией в Великой Отечественной войне 1941—1945 гг.» (1945);
- другие медали.

### Почётные звания
- Заслуженный строитель Казахской ССР
- Почётный гражданин города Ленинска[8]
- Почётный строитель Байконура[9]
- Ветеран космодрома Байконур

## Память

Памятник А. А. Ткаленко в Солдатском парке города Байконура

- Согласно последней воле, А. А. Ткаленко был похоронен на территории Солдатского парка имени Г. М. Шубникова[10] в центре города Ленинска (ныне — Байконур), недалеко от мемориалов на братских могилах погибших в результате взрывов межконтинентальных баллистических ракет Р-16 в 1960 году и Р-9А в 1963 году.